# Nazionali maschili di pallavolo sudamericane
Le nazionali maschili di pallavolo sudamericane sono le 12 nazionali poste sotto l'egida della CSV: le nazionali partecipano al campionato sudamericano di pallavolo, ai tornei organizzati dall'FIVB e una sola squadra partecipa al World Grand Prix.
Tra le 12 nazionali attualmente la più quotata è il Brasile, prima nel ranking mondiale: le altre squadre sono tutte fuori dalla top ten. Oltre al Brasile, degna di nota la nazionale dell'Argentina e il Venezuela.

## Squadre
| - Argentina - Bolivia - Brasile - Cile - Colombia - Ecuador |  | - Guyana - Guyana francese - Paraguay - Perù - Uruguay - Venezuela |

## Ranking
| Ranking sudamericano nazionali maschili agg. al 25 agosto 2008 |           |       |               |
| Posiz                                                          | Nazione   | Punti | World Ranking |
| 1                                                              | Brasile   | 313   | 1             |
| 2                                                              | Argentina | 79.3  | 12            |
| 3                                                              | Venezuela | 54.8  | 16            |
| 4                                                              | Paraguay  | 20.5  | 26            |
| 5                                                              | Cile      | 19    | 28            |
| 6                                                              | Colombia  | 15.3  | 34            |
| 7                                                              | Uruguay   | 9.8   | 45            |
| 8                                                              | Perù      | 9.5   | 50            |
| 9                                                              | Ecuador   | 3.8   | 92            |